# عبود وخجاوة
عبود وخجاوة هما زوجان عراقيان من الموصل ومن أشهر السفاحين في العراق في عشرينيات القرن العشرين، حيث اشتهرا بتكوين عصابة لخطف الأطفال وقتلهم وأكل لحومهم. وكانا من طبقة الفقراء فهو يعمل طباخا وزوجته تعمل دلالة، وعند تعرض الموصل لمجاعة كبيرة قاما بأكل الكلاب والقطط أولاً، وبعد نفاد شوارع الموصل منهما اتجها لأكل لحوم البشر. وقد أشرك الزوجان ولدهما الصغير في عميلة سلب الأطفال، حيث كان يقوم بجلبهم إلى المنزل، واللعب معهم ثم يقوم والداه بقتل وطبخ الطفل، وكانا بعد أن يفرغا الجمجمة من الدماغ يجمعونها في حفرة قريبة من المطعم.

## القصة
بدأ الزوجان اللذان كانا يعرفان باسم «عبود وزوجته»، في عام 1917، أول الأمر بأكل امرأة عجوز، إلا أنهما لم يستسيغا طعمها نتيجة كثرة الدسم في لحمها، ففكرا، من وحي الزوجة، بأن يأكلا طفلا، فقاما باختطاف طفل وقامت الزوجة بطبخه، وعندما تناولا رأس الطفل، استساغوا الطعم وتلذذوا به مما حدا بهما إلى افتتاح مطعم صغير يبيعان فيه لحم الرأس أو ما يسمى بالعراق «القلية».
واستمر الزوجان على ذلك بضعة أشهر إلى أن انكشف أمرهما أخيراً عن طريق الصدفة، ولما ذهب رجال الشرطة إلى بيتهما وجدوا حفرة فيها مائة جمجمة وعظاماً كثيرة. وسيق عبود وزوجته إلى المحكمة، وهناك انهارت الزوجة واعترفت أمام الحاكم بما اقترفت هي وزوجها من الفظائع.

## المحاكمة
وفيما يلي نص المحاورة التي جرت بين زوجة عبود بعد اعترافها وبين الحاكم حسبما ذكرته مجلة «علمدار» التركية في ذلك الوقت:
الحاكم: كيف أقدمتما على هذا العمل؟
المرأة: جعنا واحتملنا الجوع إلى حد لا يطاق وقت الحصار، فاتفقنا أخيرًا على أكل الهررة، وهكذا كان، وبقينا نصطادها ونأكلها إلى أن نفدت، فبدأنا نأكل الكلاب ونفدت أيضًا وكان لحمها أطيب وأشهى من لحم الهررة، فجربنا أكل لحوم البشر.
الحاكم: بمن بدأتما أولا؟
المرأة: بامرأة عجوز خنقناها وطبخناها في قدر كبير، إلا أننا قضينا كل تلك الليلة نتقيأ لأن لحمها كان دسمًا، ثم ذبحنا ولدًا صغيرًا فوجدنا لحمه في غاية اللذة والجودة.
الحاكم: وكيف كنتم تصطادون الأولاد؟
خجاوة: بواسطة ابننا، كان يأتي كل يوم بواحد بحيلة اللعب معه، فنخنقه ونأكله وندفن عظامه في هوة عميقة حفرناها داخل بيتنا.
الحاكم: كم ولداً أكلتما؟
خجاوة: لا أذكر تمامًا ولكن يمكن إحصاءهم من عدد جماجمهم.

### الإعدام
حكمت المحكمة على عبود وزوجته بالإعدام شنقاً. وفي صباح يوم الإعدام ركب الزوجان حمارين وسيقا إلى ميدان باب الطوب حيث نصبت مشنقتان لهما، وكان جموع الناس المترقبة شنق الثنائي السفاح في الطريق يبصقون عليهما ويشتمونهما ويضربونهما، وكان عبود يرد الشتيمة على الناس بمثلها ويضيف عليها شتم الحكومة، إذ كان يعتبرها المسؤولة عما حدث، وتجمهر الناس في الميدان ليشهدوا شنقهما. ويحكى أن امرأة كانت تنهش إحدى أصابع قدم الزوجة حتى قطعته من محجره وصرخت قائلة: (لقد إلتهما ثلاثة من أولادي).